# 키르타 공방전
키르타 공방전은 기원전 113년에 누미디아의 왕 아데르발과 유구르타 간 벌어진 전투이다. 이들은 미킵사 왕이 죽은 뒤 누미디아의 왕위를 두고 다투었다. 유구르타는 아데르발의 영토를 침입하여, 그를 격퇴하고 그의 수도 키르타에 있던 그를 포위했다. 두 번의 로마 대표단들이 이 사태를 해결하려 했으나, 유구르타는 이들을 무시했다. 도시가 항복하자, 그는 아데르발을 고문하여 죽게 하였고 로마인들을 포함해 그에 맞서 무기를 든 모든 자들을 처형했다. 그의 이 마지막 행동이 로마와 누미디아 사이 유구르타 전쟁의 발발로 이어졌다.

## 배경

키르타의 위치와 더불어 녹색으로 표시된 누미디아

누미디아는 한때 로마의 최대 적수 카르타고와 인접한 곳에 있었던 북아프리카 지역의 왕국이다 (오늘날 알제리 북부와 대략 일치). 제3차 포에니 전쟁 당시 로마의 확고한 동맹이던 마시니사 왕이 기원전 149년에 사망하였고, 그 뒤를 그의 아들 미킵사가 이어받아, 기원전 149년부터 118년까지 재위했다. 미킵사가 사망했을 당시 그는 잠재적 후계자로 아들인 아데르발과 히엠프살 1세, 그리고 서출의 핏줄을 타고난 조카 유구르타가 있었다. 유구르타는 누만티아 공방전 때 스키피오 아이밀리아누스 휘하로 참전했고, 그곳에서 로마 귀족들과의 우정을 통해 그는 로마의 예절 방식과 군사 전술을 익혔다. 미킵사는 그가 죽고나서 유구르타가 보다 능력이 부족했던 친아들로부터 왕국을 찬탈할 것을 우려하였고, 그를 입양하여 두 아들들과 함께 공동으로 왕위에 오를 것을 요청하였다. 미킵사가 죽고 나서, 세 왕은 분열하였고, 결국에는 세 개의 별도 왕국으로 유산을 나누기로 결정하였다. 분할 조건에 이들이 동의에 이르지 못하자 유구르타는 친척들을 상대로 전쟁을 선포했다. 형제들 중에 어렸고 용맹하던 히엠프살은 유구르타의 앞잡이에게 암살당하였다. 유구르타는 군대를 모아 아데르발에게 진격했고, 그는 로마로 도망쳤다. 그곳에서 그는 로마 원로원에 중재를 요청했다.
로마는 이 문제 해결을 위해 전직 집정관 루키우스 오피미우스가 이끄는 위원단을 파견했으나, 이를 구성한 원로원 의원들은 유구르타의 매수에 넘어가 그의 범죄를 무죄로 하고, 분쟁 중이던 왕국을 그와 아데르발 사이에 공평히 나누어 주었다. 유구르타는 더 부유하던 서부 지역을 그에게 부여하도록 위원단을 추가로 매수하였다. 116년, 여전히 만족을 모르던 유구르타는 국경 지역에서 기병대의 습격을 반복하면서 그의 경쟁자에게 전쟁을 유발하려 하였다. 하지만 아데르발은 대응하지 못했고 유구르타의 행동에 대해 다시 한번 규탄하는 서신을 로마로 신중히 보냈다. 원로원은 어떠한 실질적인 대응을 하지 못했고, 113년에 유구르타는 마침내 친척의 왕국을 침공하기로 결정하였다. 아데르발은 루시카데 인근에서 얼마 안되는 병력과 함께 그와 접촉했고, 추적당하였다. 그는 수도 키르타로 생존자들과 함께 퇴각했다.

## 공방전
키르타는 언덕 위에 단단히 자리 잡고 있었으며, 그 주변을 암프사가강이 휘감고 있다. 이 도시는 상당한 로마인 소수 집단이 존재했으며, 대부분은 상인들과 이들의 가족으로, 성벽에 배치되어 도시를 지키는 방식으로 도시의 나머지 사람들과 같이 하였다. 키르타는 포위 병력으로부터 장시간 유지를 할 수 있었다. 키르타로 퇴각하기 전 아데르발은 유구르타의 침입을 로마에 알리기 위해 로마로 사절단을 보냈다. 경험이 없던 사절단은 유구르타와 협상을 위해 파견되었다. 유구르타는 이들을 무시하고, 아데르발이 본인을 독살하려 했다고 주장했고, 이들은 성과 없이 빈손으로 로마로 돌아갔다. 원로원은 유구르타를 위협하여 굴복시키기 위해 가장 저명하고 영향력 있는 로마 정치인 중 한 명이던 마르쿠스 스카우루스가 이끄는 고위 사절단을 한 차례 더 파견하였다. 이 사절단이 도착하기 전 키르타의 성벽에 대해 격렬했으나 돌파 시도가 실패하자, 유구르타는 우티카에서 대표단을 맞이하러 갔다. 장황했지만 결론에 이르지 못한 협상이 뒤따랐는데, 유구르타는 실실적인 양보를 전혀 하지 않으면서도 모호한 주장을 하면서 협상을 질질 끌었다. 스카우루스의 대표단은 성과 없이 로마로 복귀했다. 이 당시에 보급이 떨어졌 아데르발은 항복하기로 결정했다. 성벽 안에 있던 로마인들은 로마 시민이라는 자신들의 면제권에 의지하며 이 사실을 받아들였다. 아데르발은 천천히 고문을 받으며 죽음을 맞이했고, 도시 방어에 참여했던 모든 사람들은 로마인 또는 아프리카인을 불문하고 처형되었다.

## 여파
충성심과 귀중한 동맹에 배반, 로마 시민들의 죽음 등은 로마인들을 분노케 하였다. 이 상황은 스카우루스와 그의 수행원들뿐만 아니라, 이전에 유구르타에게 파견되었던 로마 사절단들까지도 그의 뇌물을 받았다는 일반적인 믿음 때문에 더욱 악화되었다. 원로원은 이 분노를 억누르려 했으나 다음 해에 호민관으로 선출되는 가이우스 멤미우스가 원로원 의원들의 부패 의혹에 의문을 제기하는 의사를 표했다. 그 뒤에 원로원은 전쟁을 선포하며, 기원전 111년부터 106년까지 이어지는 유구르타 전쟁이 시작되었다. 초기에 로마 측의 차질에도 불구하고, 유구르타는 결국에 퀸투스 메텔루스 누미디쿠스 및 가이우스 마리우스 등의 유능한 장군들에게 제압당하였으며, 특히 마리우스는 유구르타를 생포하여 그를 로마로 데려가 툴리아눔에서 쇠사슬에 묶인 채 죽게 했다.

## 참고 문헌
- Beesley, A. H. (1903). 《The Gracchi, Marius, and Sulla Epochs of Ancient History》. New York: A. L. Burt Company. OCLC 19169471.
- Froude, J. A. (1896). 《Caesar – A Sketch》. New York: Longmans, Green and Co. OCLC 499974606.
- Mommsen, Theodor (1891). 《The History of Rome》. New York: Charles Scribner & Co. OCLC 3691295.